# IPhone 13
L'iPhone 13 e l'iPhone 13 mini sono due smartphone progettati e prodotti da Apple Inc., rappresentano la quindicesima generazione di iPhone e sostituiscono i modelli 12 e 12 mini.
Sono stati presentati il 14 settembre 2021 all'evento "California streaming" presso l'Apple Park insieme agli iPhone 13 Pro e Pro Max. I preordini sono iniziati il 17 settembre 2021 e disponibili all'acquisto dal 24 settembre 2021.
Le principali novità rispetto ai predecessori (iPhone 12 e 12 mini) includono il chip Apple A15 Bionic, nuove fotocamere e una batteria migliorata.
Sono disponibili in sei colorazioni: Mezzanotte, Galassia, rosso, blu, rosa e verde, quest'ultima presentata all'evento "Peek Performance" dell'8 marzo 2022 assieme al nuovo "verde alpino" per l'iPhone 13 Pro/Pro Max.

## Descrizione
Il telefono ha uno schermo OLED Super Retina XDR da 6,1 pollici per l'iPhone 13 e 5,4 pollici per l'iPhone 13 mini, con un formato di 19,5:9. È dotato di un vetro "Ceramic Shield": un rivestimento di cristalli di ceramica introdotto per la prima volta sulla linea iPhone 12.
È dotato del nuovo chip Apple A15 Bionic prodotto con processo produttivo a 5 nm e della connettività 5G, la cui tecnologia a onde millimetriche mmWave è disponibile solo in alcuni mercati.
Gli iPhone 13 ripropongono un design squadrato introdotto con gli iPhone 12 ma presenta importanti modifiche sia sul lato anteriore, sia su quello posteriore. Davanti la notch è stata ridimensionata spostando l'altoparlante sul bordo superiore; dietro lo smartphone è stato dotato di un nuovo comparto fotocamere ingrandito anche in termini di sensori, disposti inoltre in posizione diagonale anziché verticale.
Oltre a una batteria migliorata in termini di durata di utilizzo, gli iPhone 13 e 13 mini sono dotati della connessione magnetica MagSafe, posta sul lato posteriore, già introdotta nel 2020 e che consente di collegare diversi accessori, come i caricatori wireless compatibili, consentendo a questi ultimi di centrare la posizione per una ricarica ideale.
Una delle caratteristiche dell'iPhone 13 è la possibilità di installare una scheda SIM fisica e associarne due virtuali. Tuttavia, possono essere attivi solo due numeri: una carta fisica e una eSIM oppure due numeri collegati a una eSIM.

## Specifiche

### Hardware

#### Chip
L'iPhone 13 e l'Phone 13 mini utilizzano un chip SoC A15 Bionic dotato di una CPU a 6 core, GPU a 4 core e Neural Engine a 16 core.

#### Schermo
Entrambi i modelli dispongono di uno schermo OLED Super Retina XDR:
- iPhone 13:  diagonale da 6,1 pollici (15 cm), risoluzione di 2532×1170 pixel (460 ppi);[6]
- iPhone 13 mini: diagonale da 5,4 pollici (14 cm), risoluzione di 2340×1080 pixel (476 ppi);[7]

Entrambi i display presentano una frequenza di aggiornamento di 60 Hz, una luminosità massima di 800 nit (1200 nit quella di picco, HDR) e un contrasto tipico di 2.000.000:1.

#### Fotocamere
Entrambi gli smartphone sono dotati di un sistema a doppia fotocamera posteriore disposte diagonalmente:
- Grandangolo: sensore da 12 MP, apertura ƒ/1.6;[6][7]
- Ultra-grandangolo: sensore da 12 MP, apertura ƒ/2.4, con campo visivo di 120° e zoom ottico fino a 0.5x;[6][7]

Le fotocamere posteriori permettono di registrare video 4K in Dolby Vision fino a 60 fps e slow-motion a 1080p fino a 240 fps.
È inoltre disponibile la modalità "Cinema", che consente agli utenti di dare un effetto di profondità e variazioni automatiche della messa a fuoco tra i soggetti, creando una profondità di campo ridotta utilizzando algoritmi software, con una risoluzione di 1080p in Dolby Vision fino a 30 fps.

### Software
l'iPhone 13 e l'iPhone 13 mini sono stati venduti al lancio con il sistema operativo iOS 15 e sono compatibili fino ad iOS 26, secondo le fonti di Apple Inc.

## Design
Gli iPhone 13 e 13 mini presentano un design squadrato, simile a quello introdotto con il modello precedente (iPhone 12), con una cornice in alluminio e una copertura posteriore in vetro.

## Colorazioni
| Colorazioni | Colorazioni    | Colorazioni |
| Retro       | Retro          | Fronte      |
| ----------- | -------------- | ----------- |
|             | Blu Mezzanotte | Nero        |
|             | Galassia       | Nero        |
|             | Product Red    | Nero        |
|             | Blu            | Nero        |
|             | Rosa           | Nero        |
|             | Verde          | Nero        |

L'iPhone 13 è il quinto modello presentato con più colorazioni, dopo l'iPhone 5c, l’iPhone XR, l'iPhone 11 e l’iPhone 12.
La colorazione Verde è stata presentata l'8 marzo 2022 in occasione dell'evento "Peek Performance" assieme al "Verde Alpino" per gli iPhone 13 Pro e Pro Max.
Rispetto all'iPhone 12, cambiano leggermente le colorazioni bianco e nero che acquistano anche una nuova denominazione (rispettivamente galassia e mezzanotte), il verde e il rosso assumono una tonalità più scura, il blu assume una tonalità più chiara e la colorazione viola viene sostituita con il rosa.